# Лумпов, Григорий Алексеевич
Григорий Алексеевич Лумпов (1915—1959) — младший лейтенант Советской Армии, участник Великой Отечественной войны, Герой Советского Союза (1943).

## Биография
Григорий Лумпов родился 15 февраля 1915 года в посёлке Ревда (ныне — город в Свердловской области). Окончил три курса техникума. В январе 1943 года Лумпов был призван на службу в Рабоче-крестьянскую Красную Армию и направлен на фронт Великой Отечественной войны.
К октябрю 1943 года младший сержант Григорий Лумпов был писарем роты 685-го стрелкового полка 193-й стрелковой дивизии 65-й армии Центрального фронта. Отличился во время битвы за Днепр. 15 октября 1943 года Лумпов одним из первых переправился через Днепр в районе села Каменка Репкинского района Черниговской области Украинской ССР и принял активное участие в боях за захват и удержание плацдарма на его западном берегу. Когда из строя выбыл сначала командир взвода, а затем командир роты, Лумпов заменил их собой, благодаря чему захваченные позиции были успешно удержаны до подхода основных сил.
Указом Президиума Верховного Совета СССР от 30 октября 1943 года за «образцовое выполнение боевых заданий командования на фронте борьбы с немецкими захватчиками и проявленные при этом мужество и героизм» младший сержант Григорий Лумпов был удостоен высокого звания Героя Советского Союза с вручением ордена Ленина и медали «Золотая Звезда» за номером 1648.
В 1944 году Лумпов окончил курсы младших лейтенантов. В феврале 1946 года он был уволен в запас. Проживал в Куйбышеве. Скоропостижно скончался 23 сентября 1959 года, похоронен на Самарском городском кладбище.
Был также награждён рядом медалей.